# Vinings, Georgia
Vinings är en ort (CDP) i Cobb County, i delstaten Georgia, USA. Enligt United States Census Bureau har orten en folkmängd på 9 734 invånare (2010) och en landarea på 8,1 km².